# Georgia World Congress Center

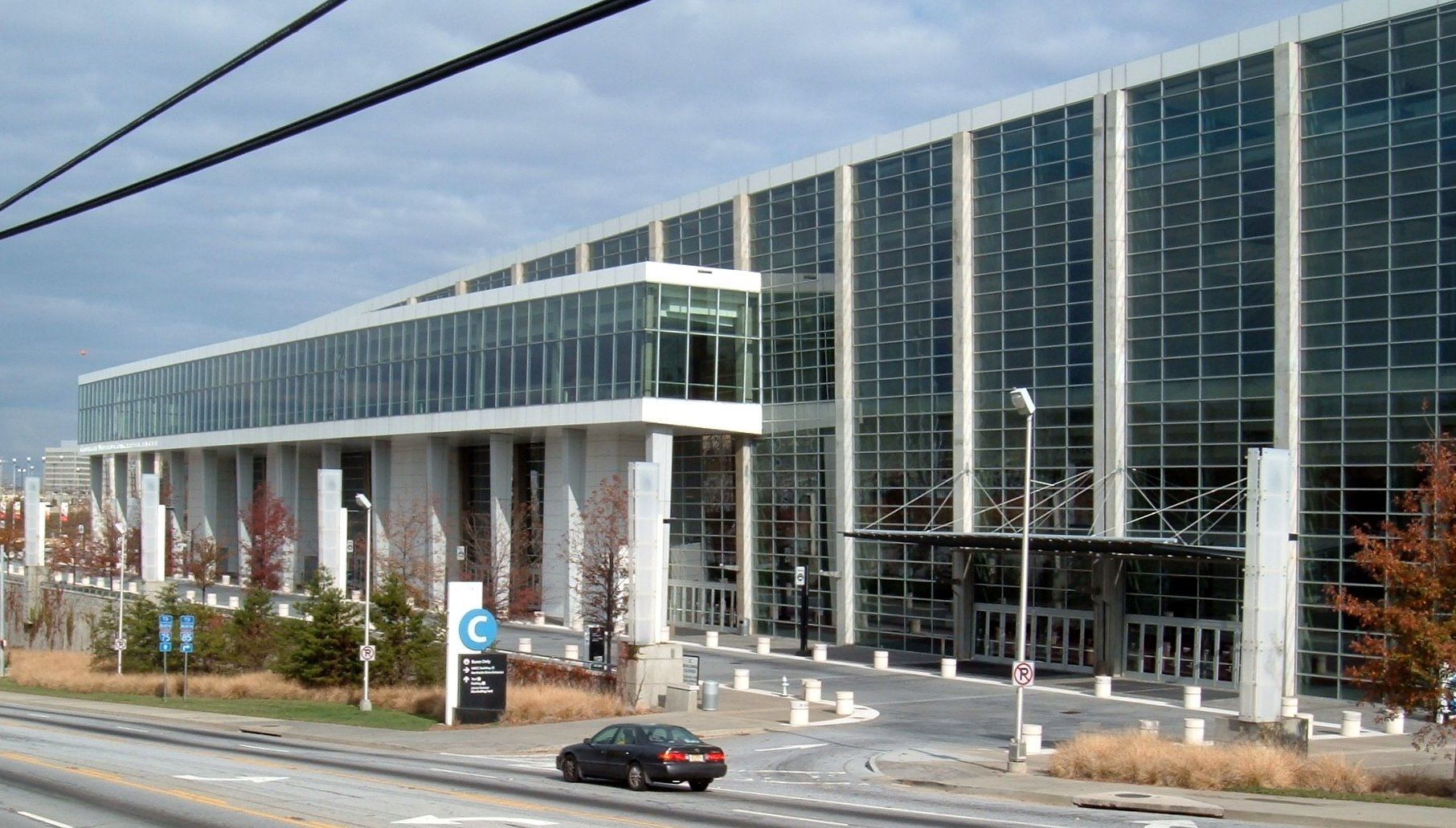

O Georgia World Congress Center ou GWCC é o maior centro de convenções, em Atlanta. É o quarto maior centro de convenções nos Estados Unidos em 1,4 milhões ft2 (130.000 m2) e hospeda mais de um milhão de visitantes a cada ano. Foi inaugurado em 1976, o Georgia World Congress Center foi o primeiro centro de convenções privado, nos Estados Unidos. A, B, C e edifícios da GWCC (o atual Centro de Convenções), Centennial Olympic Park e da Georgia Dome são todos administrados pela Georgia World Congress Center Autoridade sob os auspícios do Estado da Geórgia e financiamento para novas expansões e outros grande projeto vêm da Assembleia Geral da Geórgia.
Predefinição:Instalações olímpicas da esgrima
Predefinição:Instalações olímpicas do handebol